# България Сат - 1
„България Сат 1“ (BulgariaSat-1) e геостационарен комуникационен сателит, конструиран от американската компания SSL. Негов собственик и оператор е „България Сат“.
Сателитът изпълнява геостационарна орбита над Европа, доставяйки телекомуникационни услуги както на Балканския полуостров, така и на части от Европа. Той е вторият български изкуствен спътник и първият частен български изкуствен спътник..

## Конструкция на апарата
„България Сат 1“ е проектиран около сателитната платформа SSL 1300. Захранва се от два трипанелни соларни масива, доставящи 10 киловата общо. За придвижване и корекции на траекторията си използва хиперголичен ракетен двигател R-4D-11, допълнен от набор тласкащи устройства за контрол на ориентацията. Сателитът има тегло 3,7 тона (при изстрелването) и е оборудван с 30 транспондера за радиоразпръскваща сателитна услуга (BSS) и 3 транспондера за фиксирана сателитна услуга (FSS).

## Планиране и разработка
През 2014 компанията SSL (до 2012 г. Space Systems/Loral), подразделение на Maxar Technologies, е обявена за производител на сателита.
По времето на избора на SSL за конструирането му планираната дата за неговото изстрелване е в края на 2016 година. Поради забавяния от страна на Спейс Екс, до голяма част причинени от загубата на две ракети Фалкън-9 , изстрелването е отложено за 15 юни 2017. Допълнителни технически проблеми и натовареният график на Спейс Екс налагат допълнително отлагане от 8 дни. 

## Изстрелване на „България Сат 1“
„България Сат 1“ е изстрелян на 23 юни 2017 г. в 19:10 часа от Космическия център „Джон Ф. Кенеди“. При достигане на геостационарна орбита се разполага на 1,9 градуса източна дължина – местоположение, което му позволява да предоставя директно излъчване и фиксирани сателитни услуги за голяма част от Европа и части от Северна Африка и Близкия изток. Разположен е на 36 000 км от Земята.